# François Barrillot
Pour les articles homonymes, voir Barrillot.
François Barrillot (13 janvier 1818, Lyon – 11 décembre 1874, Paris) est un poète, chansonnier, compositeur, écrivain de pièces de théâtre et goguettier lyonnais puis parisien.
Il est membre à partir de 1842 de la célèbre goguette de la Lice chansonnière.
En 1849, ses idées républicaines socialistes, qu'il exprime par exemple dans la chanson La Trinité humaine : Liberté, Égalité, Fraternité., amènent son licenciement de l'Imprimerie nationale où il était entré grâce à Béranger.
En 1856-1857, il est le gérant du bimensuel La Tribune des poëtes et en 1861 il est le rédacteur en chef du Triboulet, journal critique et littéraire.
Lors d’un long séjour à Lyon, il est à l’initiative du Journal de Guignol (1865-1866), titre fondateur de la presse satirique lyonnaise, qui connait un succès immédiat et inaugure une série prolifique de journaux mettant en scène la célèbre marionnette et son compère Gnafron. Accompagné notamment de Coste-Labaume et André Steyert, il y rédige sous le pseudonyme « Cogne-mou » des articles en langage canut, qu’il maîtrise à la perfection.
Certaines de ses chansons furent jadis très populaires. Elles sont aujourd'hui oubliées du grand public ainsi que leur auteur.
La plus grande partie des œuvres de Barrillot, restée à l'état manuscrit, est perdue. Quelques-uns de ses manuscrits, légués à la ville de Lyon, sont conservés au fonds ancien de la Bibliothèque municipale de la Part-Dieu.
L’Académie française lui décerne le prix Lambert en 1867.
Le Lieutenant-Colonel Ferdinand Natanael Staaff dans sa Littérature française. Depuis la formation de la langue jusqu'à nos jours, publié en 1877, le cite ainsi :

« François Barrillot est un poète élégiaque et satirique et auteur dramatique. Simple ouvrier lithographe, il se forma par la lecture de nos meilleurs auteurs, et écrivit de bonne heure de jolis vers, réellement originaux. Un style plein de mouvement ne pouvait manquer d’attirer l’attention sur F. Barillot, qui se répandit abondamment dans diverses journaux. En sa qualité de poète F. Barillot a une affection particulière pour les oiseaux.
On lui doit aussi des satires sociales, mais dans ce genre, il a été trop loin, et il a souvent perdu la distinction élégante qui caractérise ses premiers vers. »

## Biographie
Eugène Baillet écrit :
François BARRILLOT
Ouvrier Imprimeur à Lyon et à Paris.
Quelle existence que celle de ce pauvre poète ! car c'était un poète, un vrai et un courageux. Il a écrit ses vingt mille premiers vers, tant à Lyon qu'à Paris, sans avoir touché un sou du produit de sa plume ; il entassait poèmes, chansons et drames en cinq actes et en vers, par amour de la poésie et pour satisfaire aux ardeurs de son imagination fiévreuse.
Barrillot n'avait fait aucune étude ; il fut forcé de tout apprendre seul ; quel travail ! que de veilles, que de privations pour arriver à se procurer les livres indispensables au développement de la pensée, quand on la sent bouillonner dans son cerveau, chauffée à blanc par l'enthousiasme de la jeunesse et de la conviction !
François Barrillot est né à Lyon en 1819. A sept ans il entrait dans une imprimerie où il gagnait dix sous par jour pour douze heures de travail. Il devint ouvrier, et, les circonstances aidant, vers 1840, il débarquait dans la capitale suivi d'une femme. Un enfant ne tarda pas à augmenter les charges du poète, mais il était vaillant, et il s'attela au travail vite et avec acharnement. Barrillot avait déjà semé de jolis vers dans les journaux de Lyon ; il continua à Paris, et il fut bientôt en relations avec les maîtres de ce temps-là : Béranger, Lamartine, Victor Hugo lui prodiguèrent les plus grands encouragements ; il fut reçu chez eux et chaudement félicité.
L'harmonie et la couleur qui éclatent dans les vers de Barrillot et la générosité des pensées avaient surtout séduit Béranger, qui le protégea particulièrement et le fit placer à l'Imprimerie alors royale, nationale aujourd'hui, où il resta, en qualité d'imprimeur, jusqu'en 1849.
Il en sortit pour avoir exprimé trop hautement ses opinions politiques : Barrillot était républicain-socialiste, et ce mot : socialiste, dont le plus timide candidat bourgeois se pare aujourd'hui, était à celte époque un épouvantait ; la réaction en cette année 1849 reprenait la domination qu'elle avait eu l'air d'abandonner en 1848, encouragée par une Chambre et un Ministère rétrogrades. Le 2 décembre était déjà dans la pensée du prince-président Bonaparte, qui n'avait juré fidélité à la République que pour l'étrangler plus facilement; quand on est prince, il faut être jésuite.
Pendant les cinq années qu'il avait passées à l'imprimerie du gouvernement le poète avait utilisé toutes ses soirées et souvent une partie des nuits à écrire; il perfectionna son style, et sa forme prit de l'ampleur et de la clarté. Le côté mystique de ses premières poésies disparut peu à peu et fit place à des œuvres plus en rapport avec le milieu où il vivait. La Ruche populaire inséra de Barrillot des satires très belles.
Depuis 1842 il faisait partie de la Lice chansonnière ; aussi de temps en temps il écrivait de jolies chansons. La Tombe de l'Enfant, le Doigt du Temps, Hiver maudit, sont de ce temps-là. Son amour de la chanson n'a pas été stérile, Barrillot lui doit de très jolis succès. Le Bonhomme Chopine est resté dans toutes les mémoires :
Garçon, apporte une chopine
De vin de l'an passé,
Mûri sur la colline
Où ma nourrice m'a bercé.
Voyons, sers-moi, pas de harangue,
Le vin rend mes esprits moins lourds ;
C'est un long ruban de velours
Qui se dévide sur ma langue.
Eh ! garçon, sacrebleu,
Tu me fais une triste mine,
Apporte encore une chopine :
Il faut bien boire un peu
Les bonnes larmes du bon Dieu !
Darcier a écrit la musique de cette chanson et d'une dizaine d'autres de Barrillot qui doivent être comptées au nombre des plus applaudies du maître chanteur.
On connaît dans toute la France le Printemps veut qu'on aime et cette charmante ballade :
Verse plein, verse encore,
Belle hôtesse aux yeux bleus,
Le soleil dore
Le vin des gueux.
Quoi de plus poétique que les Bords de la Marne ? et la villanelle le Départ de Pierre et la Chanson des Étoiles, et la Chanson des Hirondelles qui est restée si populaire :
LA CHANSON DES HIRONDELLES
Adieu, pays des lauriers roses,
Où dans les fleurs écloses.
Chantent les colibris.
Sous le chaume, au toit des tourelles
Nous revenons fidèles
Chercher nos vieux abris.
Nous les hirondelles frileuses
Nous avons traversé les mers
Et des cités tumultueuses
Nous revenons peupler les airs.
Notre aile noire fuit le givre.
Notre duvet craint les autans ;
Avec l'homme nous aimons vivre
Et nous ramenons le printemps.
Des palais aux vastes arcades,
Où les rois se tiennent blottis.
Sous l'acanthe des colonnades
Nous voyons naître nos petits.
Et pendant que la sentinelle
Veille au seuil de la royauté
Nous fendons l'air à grand bruit d'aile
Et nous chantons la liberté.
Nous aimons la vieille mansarde
Où la marjolaine est en fleurs,
Où l'ouvrière nous regarde
Avec des yeux mouillés de pleurs.
Il suffit à notre famille
D'une mouche ou d'un vermisseau.
Elle ! bien tard pousse l'aiguille
Pour nourrir son fils au berceau.
Quand nous rasons les cheminées
Des prisonniers, pauvres martyrs,
Hélas ! nous sommes consternées
De leurs sanglots, de leurs soupirs.
Ainsi que vous, les hirondelles,
Hommes, construisent leurs maisons.
Mais elles s'aiment trop entre elles
Pour se construire des prisons.
L'air sur lequel cette chanson s'est popularisée est une composition de Barrillot. Il a écrit ainsi une douzaine d'airs pour autant de ses chansons, qui regrettablement n'ont jamais été notés, de par l'insouciance de leur auteur. Ces musiques sont mélodieuses et charmantes de rêverie ; elles sont perdues.
Mais le poète n'empêchait pas l'ouvrier d'être attaché à sa presse. Il a successivement travaillé dans les premières maisons d'imprimerie lithographique, notamment chez Sapenne et rue Racine. Ce n'est que vers 1855, à la suite d'un accident grave, qu'il lui fut impossible de continuer sa tâche de travailleur manuel.
Dès ce moment Barrillot dut vivre de sa plume : cela n'est pas commode à un poète. Mais bah ! il lui fallait si peu de chose pour vivre.
Barrillot avait donné son premier volume de vers au public en 1855, il a pour titre la Folle du Logis. C'est grâce à des souscriptions amicales que ce livre a vu le jour. Les idées mystico-panthéistes de son auteur y sont très accusées ; on n'y retrouve que de loin en loin le poète lutteur. Cependant quelques pièces : Jeanne Misère, Judaël Capital et le Forgeron fantastique portent bien leur marque démocratique ; mais la fantaisie domine dans la plupart de ces poèmes, en voici un très remarquable.
LA VIERGE AUX LARMES
Dans nos sentiers humains, que le printemps caresse,
Où l'homme encore enfant poursuit des papillons,
Avez-vous rencontré, belle de sa tristesse,
La jeune Eolida, la vierge enchanteresse,
De qui les pieds légers effleurent nos sillons ?
Comme on voyait jadis la brune Canéphore,
Portant sur ses cheveux sa corbeille de fleurs,
Courber un bras de neige autour de son amphore.
La blanche Eolida, fraîche comme l'aurore,
Dans une urne d'onyx va recueillir nos pleurs.
Plus belle qu'Astarté, pieds nus elle chemine
De l'Équateur brûlant au neigeux Labrador.
Chaque fleur devant elle avec amour s'incline ;
Le soleil qui la voit franchir val et colline,
Fait sur ses noirs cheveux pleuvoir ses rayons d'or.
Elle parcourt les mers sans conque ni trirème
Et glisse sur les flots comme les fils de Dieu.
Pour tous les malheureux son amour est extrême,
Elle a pour tous les maux un dictame suprême
Et fait rayonner l'âme au moment de l'adieu.
Prompte comme l'éclair, elle arrive à toute heure
Dans les lieux attristés par des cris douloureux :
Que ce soit un palais, une pauvre demeure,
Qu'importe, Eolida, de tout être qui pleure,
Met les pleurs dans son urne et les emporte aux cieux.
Sous la tente au désert, dans la grotte enfumée
Et couverte de neige où gît le Kamschadal,
Dans la hutte brahmine et de fleurs embaumée,
Partout Eolida, la vierge bien aimée,
Tend son calice d'or au ruisseau lacrymal.
Sa voix a la douceur d'une flûte divine,
Quand il faut consoler la veuve et l'orphelin,
Elle amène l'espoir au sein de la chaumine,
Et sa forme céleste aisément se devine
Sur les plis ondoyants de sa robe de lin.
À tous les parias que le monde abandonne,
À tous les prisonniers las de s'exaspérer,
Elle dit quelques mots de sa voix qui pardonne,
Et fait tomber sur eux les fleurs de sa couronne,
Dont le parfum console en faisant espérer.
Dans les mornes greniers, où l'hiver impassible
Dessine, en grelottant, sur les vitres, des fleurs,
Où la chair se bleuit à son souffle insensible,
La vierge aux larmes prend, de sa main invisible,
Les perles de glaçons qui, la veille, étaient pleurs.
Puis, suspendant enfin sa course vagabonde,
Dirigeant vers les cieux son vol démesuré,
Elle s'arrête aux pieds du Créateur du monde
Et dit, en répandant son amphore profonde :
L'urne est pleine. Seigneur, ont-ils assez pleuré !...
Tout cela est plein de fleurs, de soleil, d'oiseaux, de brises embaumées ; toutes ses œuvres éclatent de poésie, d'idéal, et, anomalie étrange, leur auteur vivait dans des trous noirs, sans air, n'ayant généralement que la fumée d'une pipe, qui ne le quittait pas, pour parfum ; je l'ai connu habitant, rue des Singes, un grenier : on y est bien à vingt ans, oui, Béranger a raison, mais Barrillot avait deux fois vingt ans et encore faut-il y posséder Lisette, vive et jolie avec un frais chapeau. La Lisette de l'auteur de la Caravane humaine était certainement plus fidèle que l'autre, mais elle était grasse, jaune, sans jeunesse, d'un laisser-aller déplorable, ce qui n'empêchait pas Barrillot, dont l'imagination était prodigieuse, de lui parler, dans les vers les plus éthérés, de la vie éternelle et des ciels où il proclamait haut qu'il la reverrait un jour.
Nous le retrouvons ensuite rue Maître-Albert ; là il avait su trouver la plus fétide chambre et la plus infecte maison ; puis rue Saint-Jacques, où il habita longtemps un logement sombre. C'est là qu'il composa presque entièrement les Vierges, entre un poêlon égueulé dans lequel chauffait on permanence un marc gris de café noir, que l'on buvait dans un verre gris aussi, servi par la compagne dont j'ai parlé plus haut ; elle poussait des exclamations de bonheur à chaque strophe que le poète couchait sur le papier, et on oubliait ainsi que la pendule qui devait marquer l'heure des repas était arrêtée. O sainte bohème, tu n'es pas belle ainsi, il te faut la jeunesse, le grand air et le soleil.
Barrillot vivait alors par la pensée dans un monde invisible, le désordre qui l'entourait ne lui apparaissait pas, il respirait le parfum des fleurs de son imagination et restait complètement étranger à l'odeur fétide qui l'entourait ; il est vrai que la misère mène à l'oubli de toutes choses. Oh ! mes amis les poètes-ouvriers, ne laissez pas l'outil s'échapper de vos mains !
Cependant il y avait dans cette maison de la rue Saint-Jacques un ménage d'artistes que Barrillot aurait dû prendre pour modèle : le père, aquafortiste de talent, n'avait pas encore de nom, il attendait souvent la commande d'un éditeur ou d'un directeur de journal, et l'on n'était pas riche.
Mais ce tout modeste intérieur était l'opposé de celui du chansonnier, ici on sentait l'ordre, la bonne direction, l'amour de l'intérieur, la famille enfin !
Cet artiste de grand mérite était Léopold Flameng ; il avait alors un jeune enfant, c'est le remarquable peintre de tant d'œuvres populaires, entre autres la Prise de la Bastille.
Barrillot a été deux fois récompensé par l'Académie française, il le méritait, son bagage littéraire est considérable : l'imagination toujours en éveil il produisait sans cesse.
Il a publié : La Folle du logis, la Caravane humaine, les Vierges, les Vierges du foyer, soit quatre volumes de vers ; il faut ajouter : Lettre de Jean Populus à Pie IX, brochure en prose très remarquable ; la Mort du Diable, pièce fantastique en 6 actes ; un Portrait de maître, un acte en vers représenté à l'Odéon ; le Myosotis, un acte, aussi représenté. On doit ajouter encore à cette nomenclature : un grand nombre de pièces de vers parues dans l'Appel et autres journaux d'alors, et une traduction en vers des Lusiades de Camoëns, publiée dans la Revue des races Latines.
Il a laissé en manuscrit : deux cents sonnets, dont il voulait faire un volume ; le Donjon de Vincennes, drame en cinq actes, œuvre très mouvementée, et tout cela est resté aux mains de là femme de Barrillot après la mort du poète ; elle est morte aussi. Où est tout cela ?
Malgré ce travail prodigieux, Barrillot ne put vivre de ses écrits ; les dernières années de son existence furent pénibles, en dépit du dévouement de ses amis qui n'avaient qu'un défaut : c'était de n'être pas riches eux-mêmes.
Il faut citer parmi ceux qui ont le plus aidé Barrillot en donnant des soirées à son profit, ou en provoquant des souscriptions en sa faveur, le chansonnier Étienne Ducret : sa courageuse amitié usait de tous les moyens en son pouvoir pour adoucir les souffrances morales et matérielles du vieux poète. Il a souvent apporté le pain qui manquait sur la table en partageant le sien. Ducret a montré dans cette circonstance toutes les qualités fraternelles de son cœur ; nous l'avons tous apprécié et je suis heureux de lui témoigner publiquement notre reconnaissance.
Tout cela n'a pas empêché Barrillot de mourir dans une misère noire, le 11 décembre 1874, dans une chambre plus noire encore de la rue Saint-Séverin.
Qu'a-t-il manqué à cet homme dont les sentiments étaient grands, dont le talent était incontestable ? pourquoi cette existence décousue et misérable ? il a manqué à Barrillot une direction, un entourage, un but !
Sur le bord de la fosse commune du cimetière d'Ivry ou nous l'avons conduit, c'est M. Lacombe, le compositeur érudit et distingué qui a prononcé l'adieu.
Barrillot avait un fils, élevé à la diable, il vient de mourir, tout ce qui touchait au poète est mort, seules ses œuvres sont là pour défendre sa mémoire. Il a lutté, il a souffert et sa voix s'est toujours élevée pour soutenir la cause des humbles et des opprimés ; c'est peut-être parce qu'il a tant pensé aux autres qu'il ne s'est pas occupé de lui.

## Source
- De quelques ouvriers-poètes, biographies et souvenirs par Eugène Baillet, Labbé éditeur, Paris 1898.

## Quelques œuvres sur la base Gallica
- La Trinité humaine : Liberté, Égalité, Fraternité, paroles du citoyen Barrillot, Durand Éditeur, Paris 1849, 1 page illustrée.
- La folle du logis, Poésies, Chansons et Ballades, Coulon-Pineau, Libraire-Éditeur, Paris 1855, 162 pages.
- Les vierges, Gabriel Roux Libraire-Éditeur, Paris 1857, 245 pages.
- Les vierges du foyer, légendes politiques et morales, Larousse et Boyer, Libraires-Éditeurs, Paris 1859, 311 pages.